# Hypostomus kopeyaka
Hypostomus kopeyaka är en fiskart som beskrevs av Carvalho, Lima och Claudio Henrique Zawadzki 2010. Hypostomus kopeyaka ingår i släktet Hypostomus och familjen Loricariidae. Inga underarter finns listade i Catalogue of Life.